# قورباغه‌ماهی مخطط
قورباغه‌ماهی مخطط (نام علمی: Antennarius striatus) یا وزغ‌ماهی مودار نام یک گونه از تیره قورباغه‌ماهی است. این گونه در آب شنا نمی‌کند و راه می‌رود و بواسطه استتار ذاتی خودش در یک محل کمین کرده و یکی از اندامش که شبیه یک کرم معلق در آب است را به عنوان طعمه تکان می‌دهد تا ماهی را به خود جذب و شکار کند.

## نگارخانه

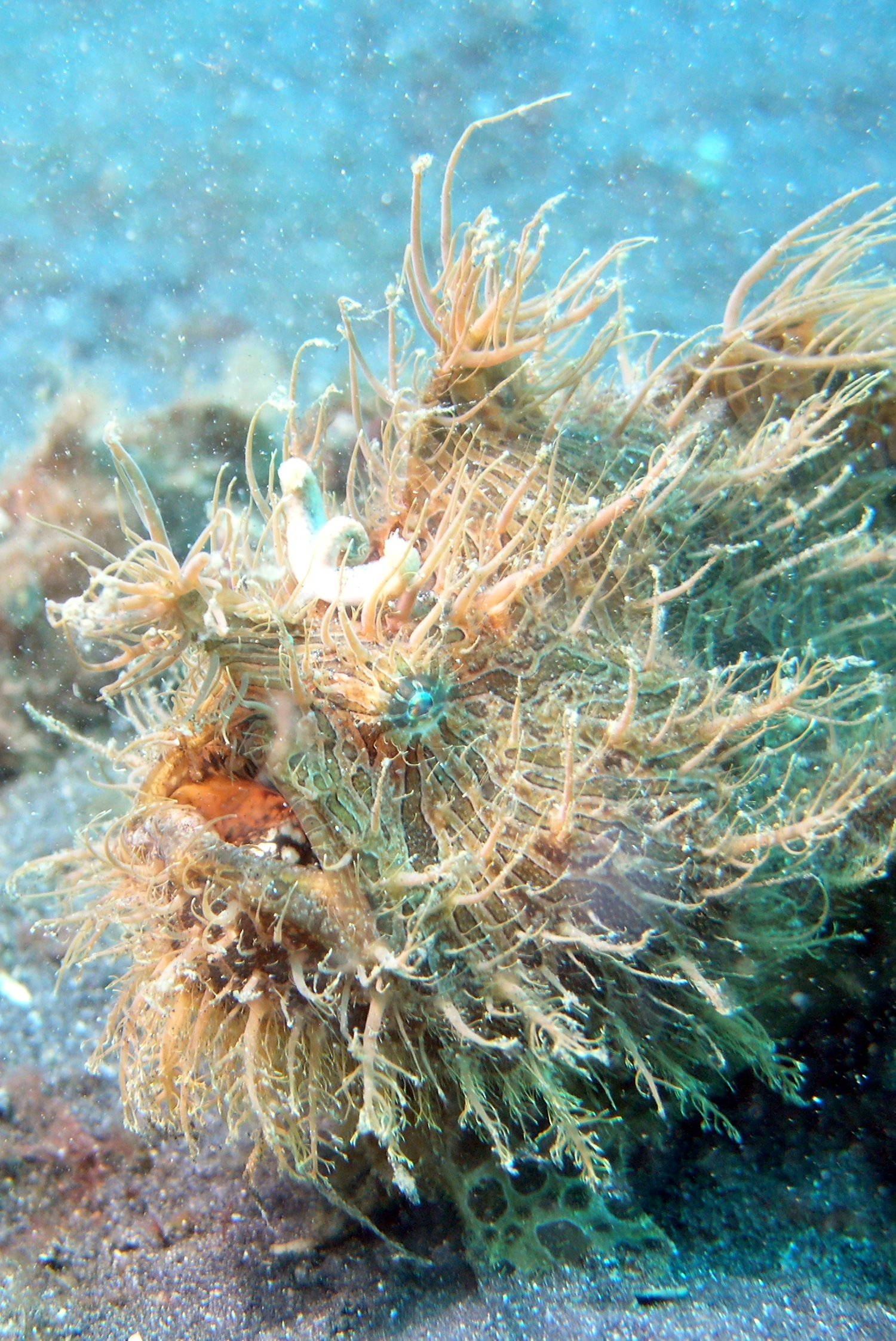
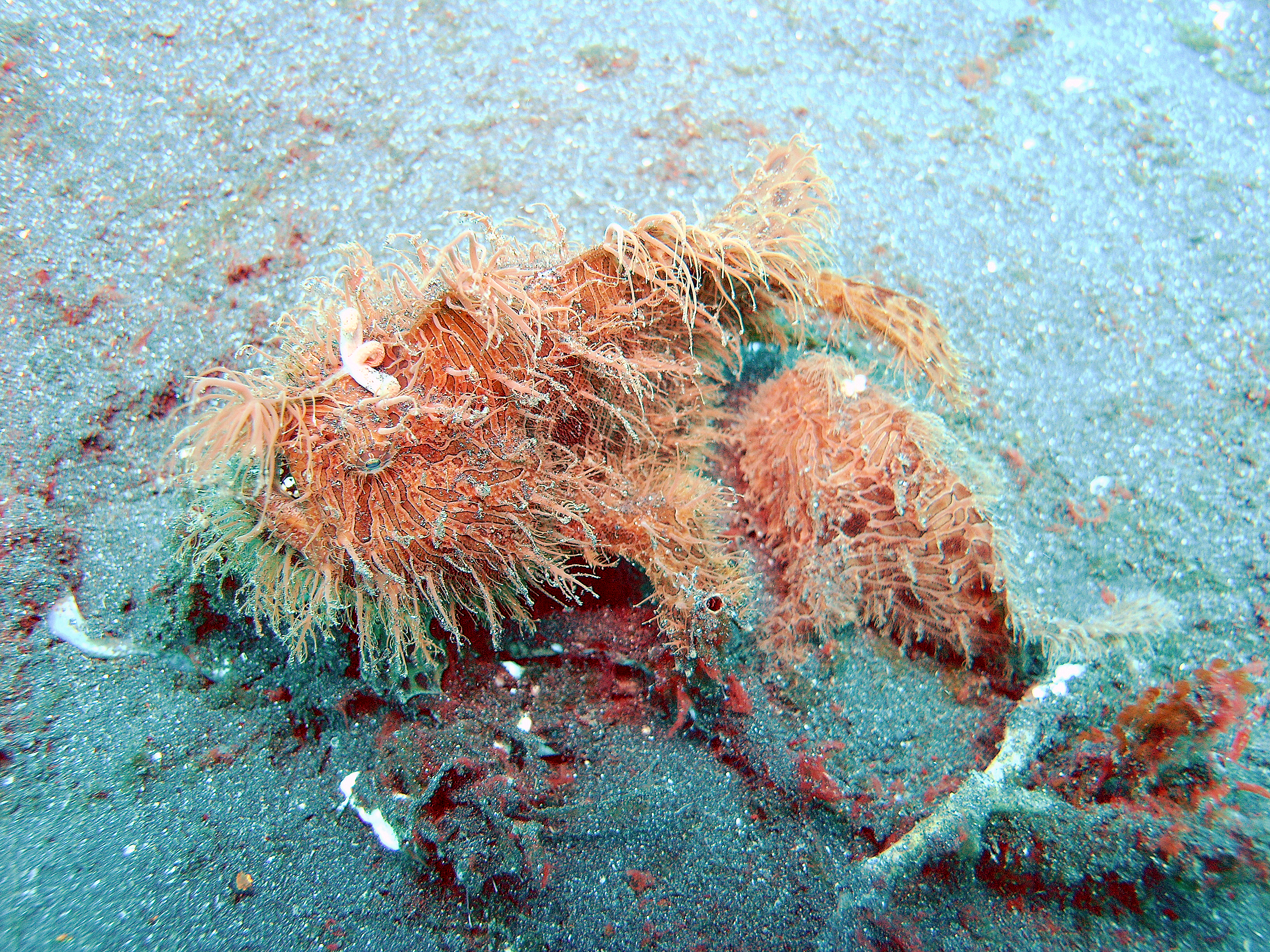
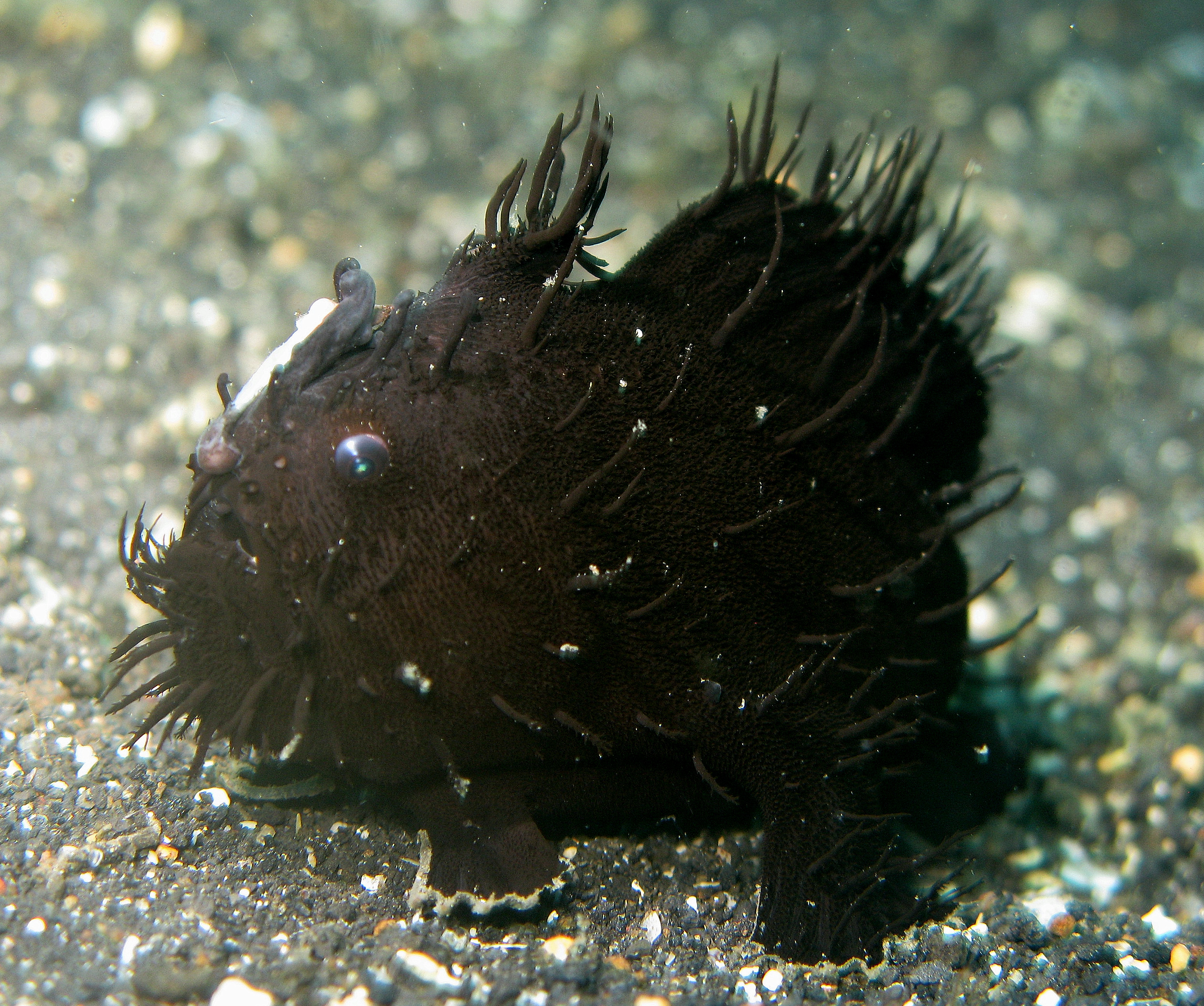
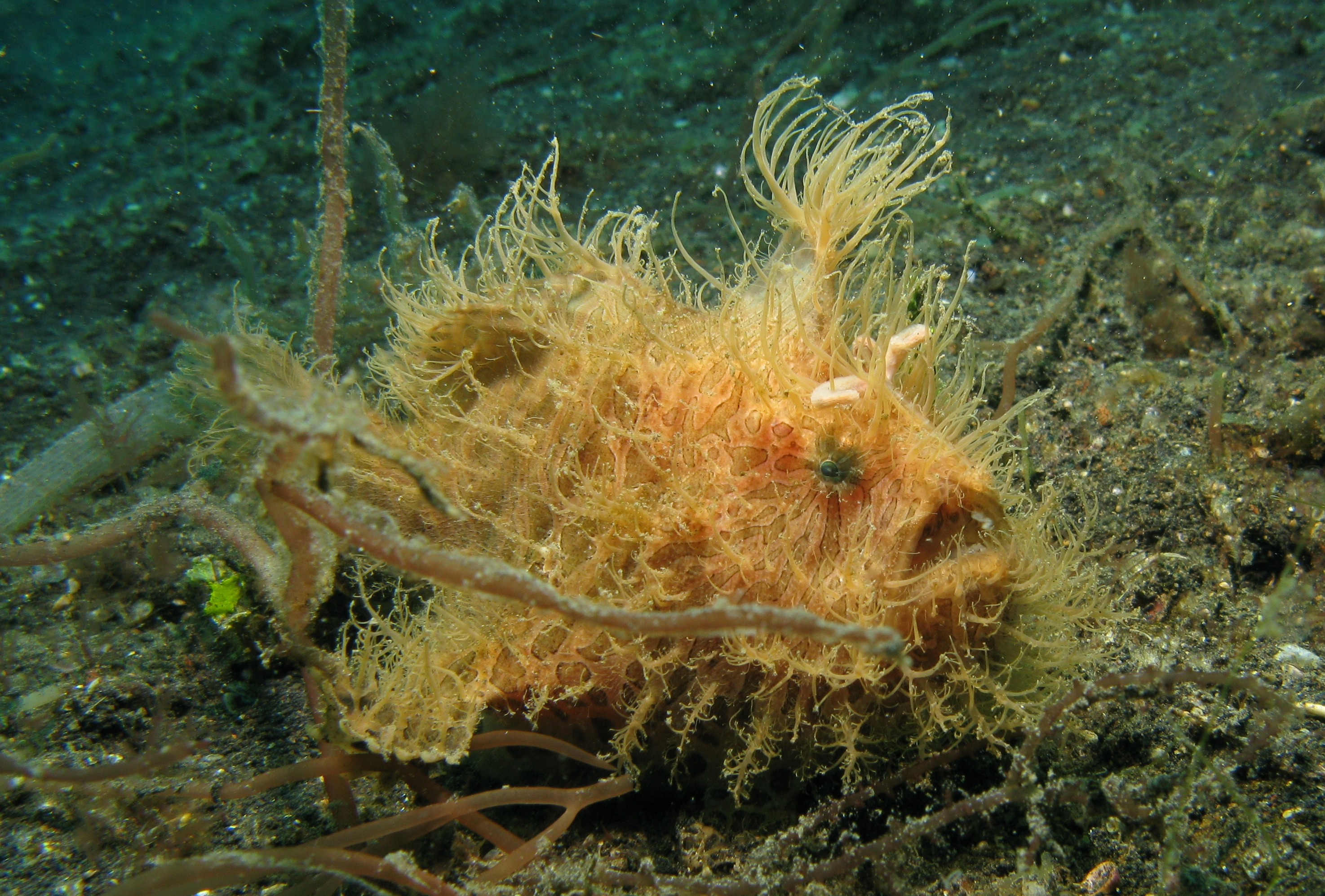